# Elin Hallagård
Elin Hallagård Karlsson (født 4. januar 1989 i Göteborg, Sverige) er en kvindelig svensk håndboldspiller som spiller for IK Sävehof og Sveriges kvindehåndboldlandshold.